# Идоза
Идозата е алдохексоза - монозахарид с шест въглеродни атома. Има алдехидна група и се отнася към семейството на алдозите. Идозата не се среща в природата, но съответстващата ѝ уронова киселина е важен компонент на дерматан сулфата и хепарин сулфата, които са глюкозаминогликани. Получава се при алдолна кондензация на D- и -L глицералдехид. L-идозата е C-5 епимер на D-глюкозата.
Подобно на другите хексози идозата във воден разтвор образува пръстени форми като преобладават е пиранозните.
| D-Идоза               | D-Идоза               | D-Идоза               |
| Линейна форма         | Пръстена форма        | Пръстена форма        |
| --------------------- | --------------------- | --------------------- |
|                       | α-D-Индофураноза 16 % | β-D-Индофураноза 16 % |
| α-D-Индопираноза 31 % | β-D-Индопираноза 37 % |                       |